# Joe Wolf
Joseph James «Joe» Wolf (Kohler, Wisconsin,  17 de diciembre de 1964-26 de septiembre de 2024) fue un jugador y entrenador de baloncesto estadounidense que disputó once temporadas en la NBA, además de jugar en la Liga ACB. Con 2,11 metros de estatura, jugaba en la posición de ala-pívot. Fue el entrenador principal de los Greensboro Swarm.

## Trayectoria deportiva

### Universidad
Jugó durante cuatro temporadas con los Tar Heels de la Universidad de Carolina del Norte en Chapel Hill, en las que promedió 9,6 puntos y 5,5 rebotes por partido.

#### Eatadísticas
| Año     | Equipo         | PJ  | PT | MPP  | %TC  | %3P  | %TL  | RPP | APP | ROB | TPP | PPP  |
| ------- | -------------- | --- | -- | ---- | ---- | ---- | ---- | --- | --- | --- | --- | ---- |
| 1983–84 | North Carolina | 30  | –  | 13.7 | .481 | –    | .758 | 2.8 | 0.5 | 0.2 | 0.1 | 3.4  |
| 1984–85 | North Carolina | 30  | –  | 30.5 | .566 | –    | .781 | 5.3 | 1.9 | 0.6 | 0.5 | 9.1  |
| 1985–86 | North Carolina | 34  | 34 | 25.1 | .532 | –    | .712 | 6.6 | 2.1 | 0.5 | 0.3 | 10.0 |
| 1986–87 | North Carolina | 34  | 34 | 29.6 | .571 | .575 | .793 | 7.1 | 2.9 | 1.3 | 0.3 | 15.2 |
| Total   | Total          | 128 | 68 | 24.9 | .551 | .575 | .765 | 5.5 | 1.9 | 0.7 | 0.3 | 9.6  |

### Profesional
Fue elegido en la decimotercera posición del Draft de la NBA de 1987 por Los Angeles Clippers, donde, a pesar de perderse por lesión media temporada, hizo los mejores promedios de su carrera, con 7,6 puntos y 4,5 rebotes por partido. Tras dos temporadas más en las que fue perdiendo paulatinamente minutos de juego, en 1990 los Denver Nuggets hacen una oferta por él que los Clippers se niegan a igualar, fichando por aquellos como agente libre limitado. Tras una buena temporada en Denver, al año siguiente se ve condenado al banquillo, saliendo del equipo en la temporada posterior. Ficha entonces por Boston Celtics, de donde es despedido tras su segundo partido con la camiseta verde, siendo fichado por Portland Trail Blazers, con quienes termina la campaña prácticamente como un mero espectador.
Necesitado de minutos de juego, decide aceptar la oferta de ir a jugar a la Liga ACB española, firmando con el Elmar León, donde en su única temporada promedia 9,8 puntos y 8,1 rebotes por partido. Regresa a Estados Unidos en la temporada 1994-95, donde inicia un carrusel de cambios de equipo que le llevaría a jugar con Charlotte Hornets, Orlando Magic, Milwaukee Bucks, Denver Nuggets y de nuevo con los Hornerts, todo ello en sus cinco últimos años como profesional, y asumiendo siempre un papel secundario en todos los equipos. En el total de su carrera promedió 4,2 puntos y 3,3 rebotes por partido.

### Entrenador
Tras dejar las pistas, en 2004 inicia su carrera como entrenador, haciéndose cargo de los Idaho Stampede de la NBA D-League. Allí permanecería dos temporadas, para fichar en 2006 por los Colorado 14ers.
De 2008 a 2013 fue entrenador asistente en Milwaukee Bucks.
[actualizar]

## Estadísticas de su carrera en la NBA

### Temporada regular
| Año     | Equipo         | PJ  | PT  | MPP  | %TC  | %3P  | %TL  | RPP | APP | ROB | TPP | PPP |
| ------- | -------------- | --- | --- | ---- | ---- | ---- | ---- | --- | --- | --- | --- | --- |
| 1987–88 | L. A. Clippers | 42  | 26  | 27.1 | .407 | .200 | .833 | 4.5 | 2.3 | 0.9 | 0.4 | 7.6 |
| 1988–89 | L. A. Clippers | 66  | 15  | 22.0 | .423 | .143 | .688 | 4.1 | 1.7 | 0.5 | 0.2 | 5.8 |
| 1989–90 | L. A. Clippers | 77  | 19  | 17.2 | .395 | .200 | .775 | 3.0 | 0.8 | 0.4 | 0.3 | 4.8 |
| 1990–91 | Denver         | 74  | 38  | 21.5 | .451 | .133 | .831 | 5.4 | 1.4 | 0.8 | 0.4 | 7.3 |
| 1991–92 | Denver         | 67  | 0   | 17.3 | .361 | .091 | .803 | 3.6 | 0.9 | 0.5 | 0.2 | 3.8 |
| 1992–93 | Boston         | 2   | 0   | 4.5  | .000 | .000 | .500 | 1.5 | 0.0 | 0.0 | 0.5 | 0.5 |
| 1992–93 | Portland       | 21  | 0   | 7.4  | .465 | .000 | .857 | 2.1 | 0.2 | 0.3 | 0.0 | 2.5 |
| 1994–95 | Charlotte      | 63  | 6   | 9.3  | .469 | .333 | .750 | 2.0 | 0.6 | 0.1 | 0.1 | 1.4 |
| 1995–96 | Charlotte      | 1   | 0   | 18.0 | .000 | .000 | .000 | 2.0 | 0.0 | 2.0 | 0.0 | 0.0 |
| 1995–96 | Orlando        | 63  | 8   | 16.6 | .515 | .000 | .724 | 2.9 | 1.0 | 0.2 | 0.1 | 4.6 |
| 1996–97 | Milwaukee      | 56  | 7   | 9.4  | .449 | .143 | .737 | 2.0 | 0.4 | 0.3 | 0.2 | 1.7 |
| 1997–98 | Denver         | 57  | 8   | 10.9 | .331 | .200 | .500 | 2.2 | 0.5 | 0.4 | 0.1 | 1.5 |
| 1998–99 | Charlotte      | 3   | 0   | 4.0  | .000 | .000 | .000 | 0.3 | 0.0 | 0.0 | 0.0 | 0.0 |
| Total   | Total          | 592 | 127 | 16.3 | .423 | .164 | .770 | 3.3 | 1.0 | 0.4 | 0.2 | 4.2 |

### Playoffs
| Año     | Equipo    | PJ | PT | MPP  | %TC  | %3P  | %TL  | RPP | APP | ROB | TPP | PPP |
| ------- | --------- | -- | -- | ---- | ---- | ---- | ---- | --- | --- | --- | --- | --- |
| 1992–93 | Portland  | 2  | 0  | 10.0 | .500 | .000 | .000 | 2.0 | 0.0 | 0.0 | 0.5 | 1.0 |
| 1994–95 | Charlotte | 1  | 0  | 3.0  | .000 | .000 | .000 | 0.0 | 0.0 | 0.0 | 0.0 | 0.0 |
| 1995–96 | Orlando   | 11 | 0  | 7.7  | .348 | .333 | .750 | 0.5 | 0.2 | 0.1 | 0.0 | 1.8 |
| Total   | Total     | 14 | 0  | 7.7  | .360 | .333 | .750 | 0.7 | 0.1 | 0.1 | 0.1 | 1.6 |